# Zvirovići
Zvirovići är en ort i Bosnien och Hercegovina.   Den ligger i entiteten Federationen Bosnien och Hercegovina, i den södra delen av landet, 90 km sydväst om huvudstaden Sarajevo. Zvirovići ligger 214 meter över havet och antalet invånare är 420.
Terrängen runt Zvirovići är kuperad åt sydost, men åt nordväst är den platt. Närmaste större samhälle är Ljubuški, 11,0 km väster om Zvirovići. 
Trakten runt Zvirovići består i huvudsak av gräsmarker. Runt Zvirovići är det ganska tätbefolkat, med 93 invånare per kvadratkilometer.